# 이심훈 (1901년)
이심훈(李心勛, 일본식 이름: 宮村榮夫, 1901년 ~ ?)은 일제강점기와 대한민국의 관료이다.

## 생애
충청남도 보령군 출신이다. 경성제일고등보통학교를 졸업하고 일제 강점기 동안 조선총독부 관리로 근무했다.
1930년대 중반에 전라남도 지사 관방에서 근무하였고, 태평양 전쟁 기간 중인 1939년 12월에 전라남도 완도군 군수로 발령을 받았다. 이후 전쟁 기간 동안 강진군과 장성군 군수를 지냈다.
일본 정부로부터 여러 차례 서보장을 수여 받아, 장성군수이던 1943년을 기준으로 정7위 훈6등에 서위되어 있었다. 이때 관등은 6등이었다.
장성군수 재직 중 태평양 전쟁이 종전되었고, 군정기와 대한민국에서도 그대로 관리로 근무하였다. 전라남도 도청에서 수산과장을 지냈으며, 1952년에는 전라남도 광주시의 시의회에서 시의원으로 활동하며 부의장에 뽑혔다.
2008년 민족문제연구소가 발표한 친일인명사전 수록예정자 명단 중 관료 부문에 포함되었다.

## 참고자료
- 이심훈(李心勛) - 국사편찬위원회